# 要嫁就嫁习大大这样的人
《要做就做习大大这样的人》、《要嫁就嫁习大大这样的人》是由汤剑云作词、作曲，歌颂中共中央总书记习近平的华语流行歌曲。

## 创作过程
汤剑云是一位江苏无锡籍音乐人。其模仿俄罗斯的颂歌《要嫁就嫁给普京这样的人》（Такого, как Путин!）写出了《要做就做习大大这样的人》和《要嫁就嫁习大大这样的人》，作为中华人民共和国建国66周年献礼歌曲。

## 反响与评价
法国国际广播电台报道相关歌曲时认为，《要嫁就嫁习大大这样的人》在中国大陆网上的疯狂流传，似乎获得了网络监察当局的默许。
香港《苹果日报》报道相关歌曲时称，《要嫁就嫁習大大這樣的人》並非首次讚頌習近平的 「擦鞋歌」，此前《习大大爱着彭麻麻》和《习大大，人人夸》都曾在中國流傳。
日媒《產經新聞》台北支局長矢板明夫表示，他認為中國實施的愛國主義教育有三個特點，就是：「編造謊言」、「仇恨他人」和「個人崇拜」；傳播《要嫁就嫁習大大這樣的人》這樣的流行歌曲屬於「個人崇拜」。對「領袖」不僅不能有一丁點批評，最近更出現避諱，「習」字都不能隨便用，演習都改為演「訓」了。